# Mona Lisa (film)
Mona Lisa is een Britse romantische misdaaddramafilm uit 1986.

## Synopsis
George is een kruimeldief die door zijn opdrachtgever Mortwell als chauffeur ter beschikking wordt gesteld van de luxe callgirl Simone. Tussen deze twee eenzame en sociaal geïsoleerde mensen ontstaat langzaam een intense relatie. Uiteindelijk willen ze samen proberen het milieu te ontvluchten.

## Rolverdeling
| Acteur            | Personage                 |
| ----------------- | ------------------------- |
| Bob Hoskins       | George                    |
| Cathy Tyson       | Simone                    |
| Michael Caine     | Denny Mortwell            |
| Robbie Coltrane   | Thomas                    |
| Sammi Davis       | May                       |
| Kate Hardie       | Cathy                     |
| Clarke Peters     | Anderson                  |
| Zoë Nathenson     | Jeannie (Georges dochter) |
| Rod Bedall        | Terry                     |
| Joe Brown         | Dudley                    |
| Pauline Melville  | Georges ex-vrouw          |
| Hossein Karimbeik | Raschid                   |

## Prijzen en nominaties
| Jaar | Prijs                                                     | Genomineerde(n)                                  | Uitslag     |
| ---- | --------------------------------------------------------- | ------------------------------------------------ | ----------- |
| 1987 | Golden Globe Award for Best Actor - Drama Film            | Bob Hoskins                                      | Gewonnen    |
| 1986 | BAFTA Award for Best Actor in a Leading Role              | Bob Hoskins                                      | Gewonnen    |
| 1986 | New York Film Critics Circle Award for Best Actor         | Bob Hoskins                                      | Gewonnen    |
| 1986 | Los Angeles Film Critics Association Award for Best Actor | Bob Hoskins                                      | Gewonnen    |
| 1986 | London Film Critics Circle Award for Best Actor           | Bob Hoskins                                      | Gewonnen    |
| 1986 | National Society of Film Critics Award for Best Actor     | Bob Hoskins                                      | Gewonnen    |
| 1986 | Cannes Best Actor Award                                   | Bob Hoskins                                      | Gewonnen    |
| 1986 | Academy Award for Actor in a Leading Role                 | Bob Hoskins                                      | Genomineerd |
| 1986 | BAFTA Award for Best Actor in a Leading Role              | Bob Hoskins                                      | Genomineerd |
| 1986 | BAFTA Award for Best Actress in a Leading Role            | Cathy Tyson                                      | Genomineerd |
| 1986 | BAFTA Award for Best Direction                            | Neil Jordan                                      | Genomineerd |
| 1986 | BAFTA Award for Best Film                                 | Neil Jordan, Stephen Woolley, Patrick Cassavetti | Genomineerd |
| 1987 | Golden Globe Award for Best Actor - Drama Film            | Bob Hoskins                                      | Genomineerd |
| 1987 | Golden Globe Award for Best Supporting Actress - Film     | Cathy Tyson                                      | Genomineerd |
| 1987 | Golden Globe Award for Best Drama Film                    | Stephen Woolley                                  | Genomineerd |
| 1987 | Independent Spirit Award for Best Foreign Film            | Neil Jordan, Stephen Woolley, Patrick Cassavetti | Genomineerd |
| 1987 | Golden Globe Award for Best Screenplay - Motion Picture   | Neil Jordan                                      | Genomineerd |
| 1986 | BAFTA Award for Best Original Screenplay                  | Neil Jordan, David Leland                        | Genomineerd |
| 1986 | BAFTA Award for Best Editing                              | Lesley Walker                                    | Genomineerd |